# Podpułkownik
Podpułkownik (ppłk) – wysoki stopień oficerski. W Wojsku Polskim bezpośrednio poprzedzający pułkownika, a powyżej stopnia majora. Jest zaliczany w skład korpusu oficerów starszych, natomiast w okresie międzywojennym – w skład korpusu oficerów sztabowych. 
Obecnie w Wojskach Lądowych oficer w stopniu podpułkownika pełni najczęściej następujące funkcje: dowódca batalionu, zastępca dowódcy pułku, szef sztabu brygady (pułku), szef logistyki brygady (pułku), szef wydziału. W administracji wojskowej stopień ten przewidziany jest dla szefa wojskowych komend uzupełnień.
W Marynarce Wojennej odpowiada mu stopień komandora porucznika. 
Stopień podpułkownika występuje również w Straży Granicznej, Służbie Więziennej, Służbie Ochrony Państwa oraz Agencji Wywiadu i Agencji Bezpieczeństwa Wewnętrznego. Odpowiednikiem tego stopnia w Państwowej Straży Pożarnej jest brygadier, a w Policji młodszy inspektor.

## Oznaczenia
Oznaczeniem stopnia w Wojsku Polskim są dwie belki i dwie gwiazdki.
Zgodnie z przepisami ubiorczymi żołnierzy Wojska Polskiego z 1972 roku podpułkownik nosił dwie gwiazdki umieszczone na środku taśmy otokowej w linii równoległej do krawędzi taśmy; odległość między ramionami gwiazdek wynosiła 2 mm. Na daszku czapki garnizonowej – dwa galony szerokości 6 mm naszyte obok siebie w odstępie 2 mm; zewnętrzny naszyty w odległości 6 mm od krawędzi daszka na całej długości jego łuku.
Na beretach i furażerkach – dwa paski na lewej stronie  beretu (furażerki) długości 3 cm szerokości 5 mm w odstępie 4 mm, umieszczone pod kątem 45° w stosunku do dolnej krawędzi beretu (furażerki) oraz dwie gwiazdki rozmieszczone w linii prostej nad środkiem paska – prostopadle do jego położenia. Pierwszą gwiazdkę umieszczano w odległości 5 mm od paska do podstawy jej ramion, drugą  gwiazdkę w odległości 5 mm od wierzchołka ramienia pierwszej gwiazdki do kąta wklęsłego ramion drugiej gwiazdki.
Na naramiennikach – dwa paski i dwie gwiazdki. Paski szerokości 6 mm umieszczone były w poprzek naramiennika: pierwszy pasek w odległości 1 cm od wszycia rękawa, drugi – 4 mm od pierwszego. Pierwsza gwiazdka umieszczona była na środku naramiennika, w odległości 1 cm od drugiego paska, a druga w odległości 5 mm od wierzchołka ramienia pierwszej gwiazdki do kąta wklęsłego ramion drugiej gwiazdki.
W myśl Przepisu Ubioru Polowego Wojsk Polskich r. 1919: na naramiennikach  kurtki i płaszcza w odległości 1 cm od wszycia, w poprzek naramiennika, naszyte równolegle prosto w odległości 1,5 cm jeden od drugiego dwa płaskie sznureczki srebrne oksydowane szerokości 5 mm. Na środku naramiennika wzdłuż dwie gwiazdki haftowane oksydowanymi nićmi lub wytłaczane pięciopromienne, o ostrych promieniach.
Na wierzchu czapki wzdłuż szwów wierzchu na krzyż od otoka z jednej strony do otoka z drugiej i wzdłuż górnej krawędzi otoka dokoła, naszyty 1 płaski sznurek szerokości 5 mm, srebrny, oksydowany, dookoła otoku naszyte dwa takie same sznurki w odległości 0,5 cm jeden od drugiego. Z przodu pod orzełkiem dwie takież gwiazdki jak na naramiennikach.
W Wojsku Polskim Królestwa Kongresowego oznaką stopnia były szlify gładkie z bulionami z 1 karmazynowym paskiem wzdłuż, a od 1827 roku szlify gładkie z 3 gwiazdkami. Na srebrnych epoletach gwiazdki złote, a na złotych gwiazdki srebrne.
W Armii Księstwa Warszawskiego oznaką stopnia były epolet z bulionami na lewym ramieniu. Na prawym ramieniu kontrepolet (naramiennik bez frędzli).
W Wojsku polskim w okresie Sejmu Wielkiego  i w wojsku Kościuszki oznaką stopnia były 2 paski na szlifie.

## Stopień podpułkownika w innych krajach
- Afganistan: Dagarman (دګرمن)
- Kraje arabskie: Muqaddam (مقدم)
- Armenia: Pokhgndapet (Փոխգնդապետ)
- Brazylia i Portugalia: Tenente-Coronel
- Belgia: Lieutenant-colonel (Luitenant-kolonel)
- Chiny:中校 zhōng xiào
- Czechy i Słowacja: Podplukovník
- Dania: Oberstløjtnant
- Finlandia: Everstiluutnantti
- Francja: Lieutenant-colonel
- Grecja: Antisyntagmatarchis
- Gruzja: Vice-colonel (vitse-polkovniki)
- Izrael: Sgan Aluf
- Japonia: 中佐 chusa
- Kanada i Stany Zjednoczone: Lieutenant colonel
- Korea Południowa: Chungryong
- Korea Północna: Jungjwa
- Mongolia: Дэд хурандаа
- Niemcy, Austria, Szwajcaria: Oberstleutnant
- Norwegia: Oberstløytnant
- Serbia: Podpukovnik
- Słowenia: Podpolkovnik
- Szwecja: Överstelöjtnant
- Turcja: Yarbay
- Węgry: Alezredes
- Włochy: Tenente Colonnello